# Черкаські джазові дні
Черка́ські джа́зові дні — традиційний міжнародний джазовий фестиваль, що проходить щорічно в місті Черкаси.
Фестиваль був заснований в 1988 році і проводиться безпосередньо за участі його організатора, Сергія Крашеніннікова, заслуженого артиста АР Криму. Дати проведення не є постійними, але найчастіше фестиваль проходить на межі зими-весни. У 2005 році фестиваль не проводився.

## XXX (2019)
Фестиваль проходив в приміщенні палацу культури «Дружба Народів» протягом двох днів — 9 та 10 березня.
Учасники:
- Біг-бенд Миколи Євпака
- Олександр Рукомойніков – Сергій Давидов
- Гурт «БУДУ»
- DIXI.DP.UA
- Олексій Ревенко
- Ольга Войченко – Павло Шепета
- David Friesen USA - New Zeland Trio (Joe Manis – sax, David Friesen – bass, Reuben Bradley – drums)
- Cherkasy Jazz Quintet та друзі: Діана Томенко та чоловічий хор «Онуки Дорошенка»

## XXIX (2018)
Фестиваль проходив в приміщенні палацу культури «Дружба Народів» протягом двох днів — 12 січня та 20 травня.
Учасники:
День перший, "55's Session"
- Біг-бенд Миколи Євпака (Черкаси)
- Тріо Вадима Бессараба (Одеса) (Вадим Бессараб  - ф-но; Михайло Нестеренко – бас; Андрій Гончаров – барабани)
- Тетяна Орлова та Performance Band Володимира Алєксєєва (Миколаїв)
- Народний Артист України Віктор Павлік та Cherkasy Jazz Quintet Сергія Крашеніннікова з анонсом програми  «Viktor Pavlik in Jazz»

День другий, "65's Session"
- Академічний симфонічний оркестр Черкаської обласної філармонії, диригент – Заслужений діяч мистецтв – Олександр Дяченко
- Біг-бенд Миколи Євпака (Черкаси)
- Cherkasy Jazz Quintet
- Pap Jazz Quartet (Ужгород)
- Гурт «Араміс» Володимира Прихожая (Суми)

## XXVIII (2017)
Фестиваль проходив в приміщенні палацу культури «Дружба Народів» протягом трьох днів — 26, 27 та 28 березня.
Учасники:
- Біг-бенд Миколи Євпака (Черкаси)
- Лауреати ІІ-го конкурсу джазових виконавців «Музична палітра»
- Strelchenko Jazz Trio (Київ)
- Лаура Марті, Олексій Коган та “Jazz in Kiev Band” (Київ)
- Basyuk Little Band (Київ)
- Тріо Олексія Пєтухова та Катерина Кравченко (Одеса)
- Гурт «Араміс» Володимира Прихожая (Суми)
- Cherkasy Jazz Quintet
- Ілля Єресько Organ Trio (Київ)
- Jam Bubble Band (Чернігів)

## XXVII (2016)
Фестиваль проходив в приміщенні палацу культури «Дружба Народів» протягом двох днів — 28 та 29 березня. Хедлайнером проекту став відомий американський джазовий басист Девід Фрізен.
Учасники:
- Біг-бенд Миколи Євпака (Черкаси) feat. Тарас Коркоць — бас-гітара
- AccoBass (Черкаси) (С. Зубарєв — акордеон  –  М. Симонов — контрабас)
- Andrew Arnautov's PAX FRACTAL  (Львів)
- Тріо Марка Токаря (Львів — Ужгород) (М. Балог — саксофони, М. Токар — контрабас, І. Гнидин — барабани)
- Олексій Коган та «Jazz in Kiev Band» (Київ)
- Cherkasy Jazz Quintet Сергія Крашеніннікова
- Alexander Dmitrenko's «Radical Black Trio» (Біла Церква — Дніпропетровськ) (В. Корнєв — тенор-сакс, О. Дмитренко — контрабас, В. Жилін — барабани)
- Дует DOUBLE BASS «Ігор Закус — Максим Гладецький» (Київ)
- Тріо Сергія Макарова (Київ)
- Девід Фрізен (USA)

Спеціальні гості фестивалю: Володимир Тарасов (Вільнюс, Литва) та Володимир Соляник (Київ).

## XXVI (2015)
Фестиваль проходив в приміщенні Черкаського академічного обласного музично-драматичного театру імені Тараса Шевченка протягом трьох днів — 16, 30 та 31 березня. На фестивалі взяли участь колективи з України. Хедлайнером проекту став талановитий саксофоніст із США — Уейн Ескоффері.
Учасники:
- Квартет Уейна Ескоффері (США — Україна)
- Cherkassy Jazz Quintet Сергія Крашеніннікова (Черкаси)
- Біг-бенд Миколи Євпака (Черкаси)
- Камерний джазовий дует (Біла Церква)
- Jazz Funk Band «Free Breath» (Львів)
- Октет зірок «8ttitude» (Київ) (Павло Галицький — барабани; Микола Кістіньов — бас; Павло Литвиненко — ф-но; Денис Аду — труба; Олександр Чаркин — тромбон; Віктор Павелко — тенор-сакс; Артем Менделєєнко — альт-сакс; Руслан Єгоров — вокал)
- Тріо Усеїна Бєкірова (Київ)
- «Z Band» Ігоря Закуса з програмою «Коломийки» (Київ)
- «Jam Bubble Band» (Чернігів)

## XXV (2013)
Ювілейний фестиваль проходив в приміщенні Черкаського академічного обласного музично-драматичного театру імені Тараса Шевченка протягом трьох днів — 11, 12 та 13 січня. На фестивалі взяли участь колективи з трьох країн — Польщі, Росії та України.
Учасники:
- Igor Bogdanov та Біг-Бенд Черкаського музичного училища п/к Миколи Євпака (Черкаси — Київ)
- Simply Jazz feat. Лариса Руденко (Львів)
- Гурт «Afro Free» (Тарнув, Польща)
- Кирило Кухаренко та гурт POZitive ORchestra (Москва, Росія)
- Cherkassy Jazz Quintet Сергія Крашеніннікова та друзі: В. Соляник, С. Охримчук, Ю. Ярошенко (Київ, Черкаси)
- Органне Тріо Володимира Нестеренка (Москва, Росія)
- Біг-бенд Володимира Алєксєєва (Миколаїв) feat. Антон Мороз (Херсон)
- «Z Band» Ігоря Закуса (Київ)
- «Funky Hohols Band» (Суми — Дніпропетровськ)
- Юлія Разіна та «Jazz Do It» (Севастополь — Дніпропетровськ) feat. Віктор Нікулін (Севастополь)

## XXIV (2012)

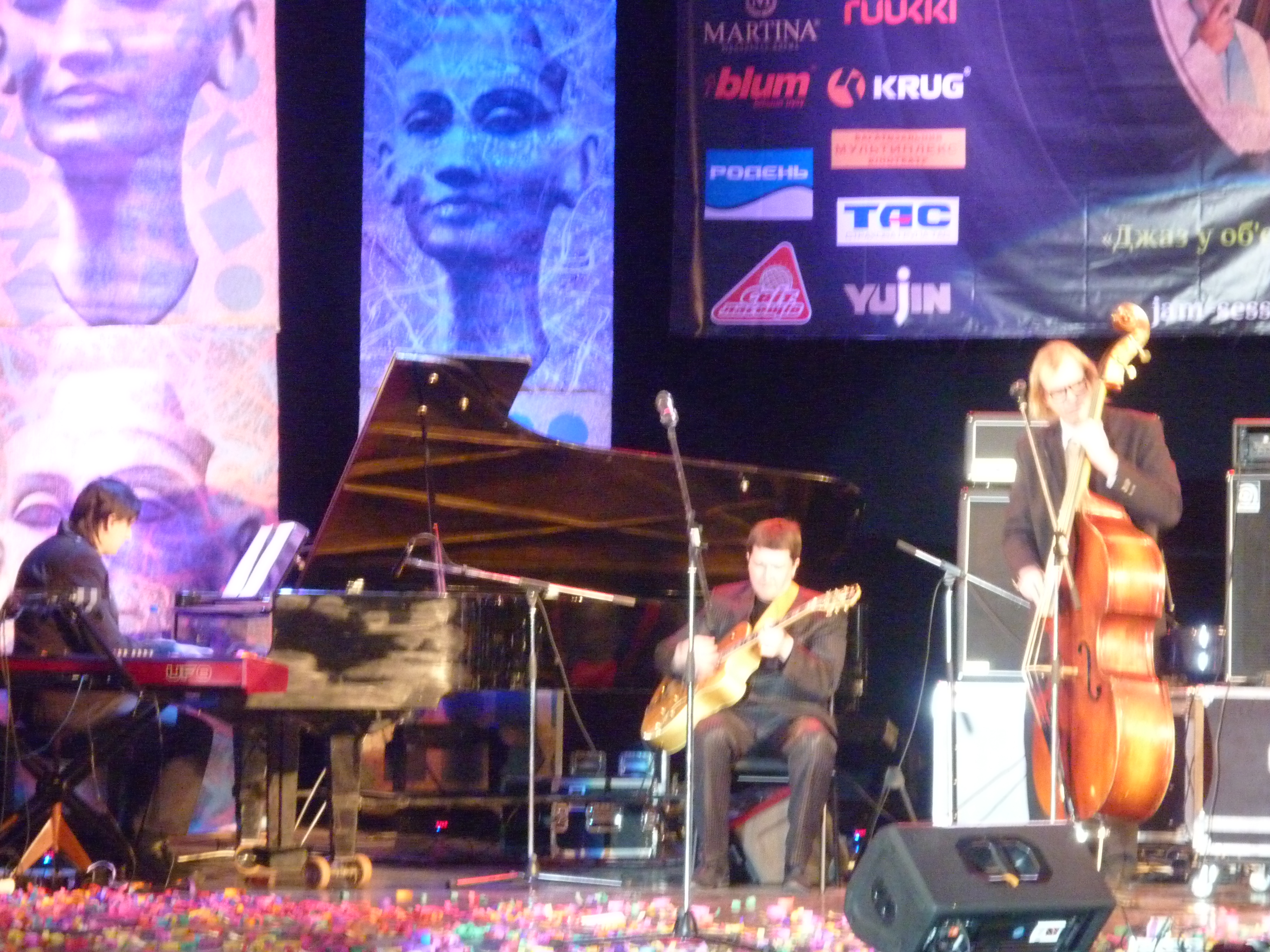
Тріо Андрія Арнаутова

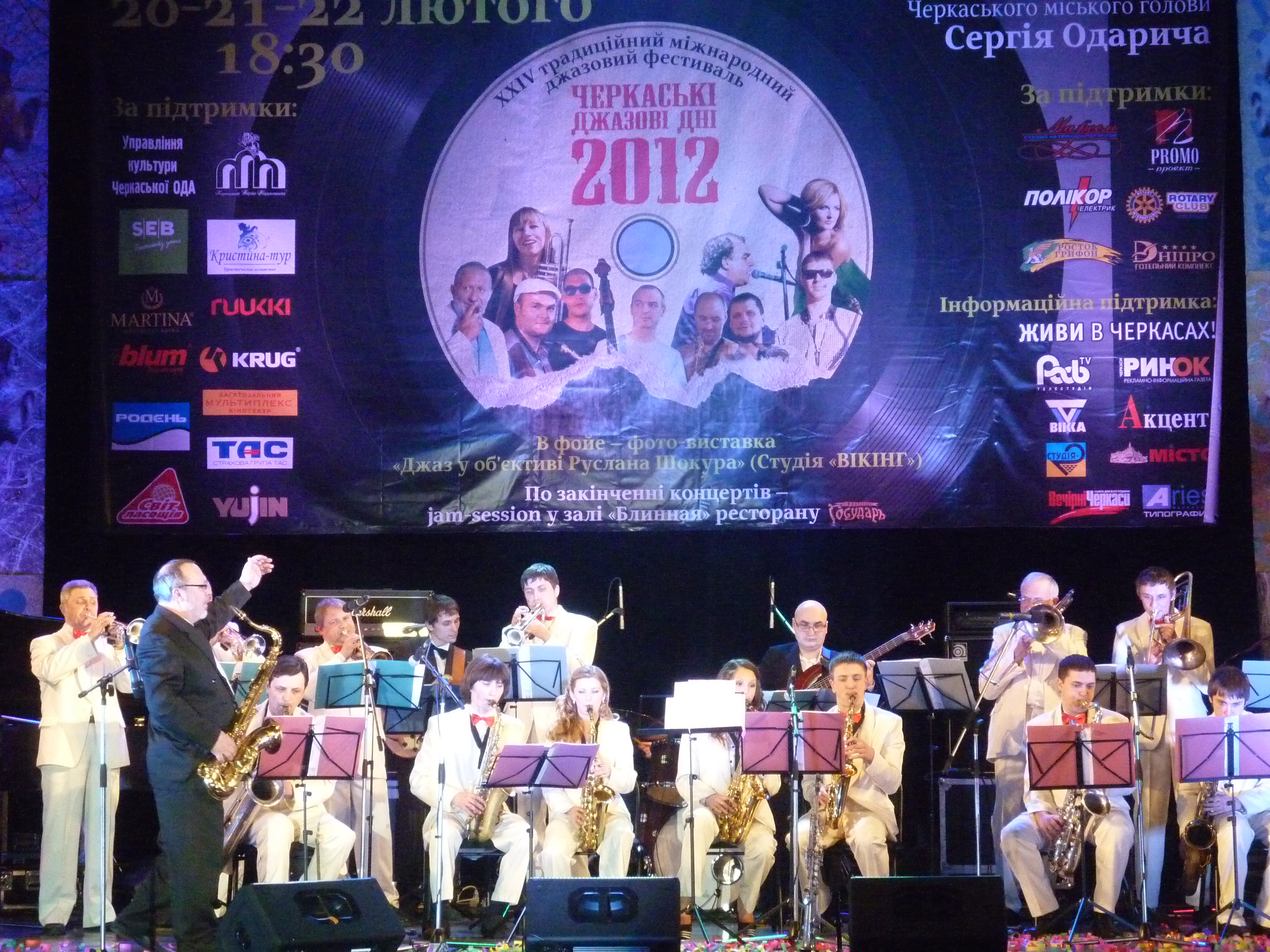
Біг-бенд Черкаського музичного училища

Фестиваль проходив в приміщенні Черкаського академічного обласного музично-драматичного театру імені Тараса Шевченка протягом трьох днів — 20, 21 та 22 лютого. На фестивалі взяли участь джазові колективи з 4 країн — України, Росії, США та Нідерландів.
Учасники:
- біг-бенд Черкаського музичного училища імені Семена Гулака-Артемовського під керівництвом Миколи Євпака (Черкаси);
- Cherkasy Jazz Quintet Сергія Крашеніннікова (Черкаси);
- вокальний ансамбль «Буднітай» (Черкаси);
- тріо Андрія Арнаутова (Київ);
- Млада з проектом «Ethno Fantasy Music» (Київ);
- дует Сергія Давидова та Олександра Рукомойнікова (Київ, Харків);
- квінтет Олексія Пєтухова (Одеса);
- Saskia Laroo Quintet (Нідерланди, США);
- проект «4 TENORS» (Росія);
- квартет Сергія Манукяна (Росія).

## XXIII (2011)
Фестиваль проходив в приміщенні Черкаського академічного обласного музично-драматичного театру імені Тараса Шевченка протягом двох днів — 21 та 22 березня. На фестивалі взяли участь джазові колективи з 3 країн — України, Камеруну та Бразилії.
Учасники:
- біг-бенд Черкаського музичного училища імені Семена Гулака-Артемовського під керівництвом Миколи Євпака (Черкаси);
- Cherkasy Jazz Quintet Сергія Крашеніннікова (Черкаси);
- вокальний ансамбль «Буднітай» (Черкаси);
- «Nothing Personal Project» (Київ);
- біг-бенд Харківського університету мистецтв під керівництвом Юрія Ковача (Харків);
- комбо «Symbol Stream» (Харків);
- тріо «Dr. Jazz» та Іван Кулижніков (Суми);
- Андрій Арнаутов та Keme Merilen Septet (Київ, Камерун);
- Filo Machado — Sounds Of Brazil (Бразилія).

## XXII (2010)
Фестиваль проходив в приміщенні Черкаського академічного обласного музично-драматичного театру імені Тараса Шевченка протягом двох днів — 17 та 18 березня. На фестивалі взяли участь джазові колективи з 4 країн — України, США, Німеччини та Росії.
Учасники:
- біг-бенд Черкаського музичного училища імені Семена Гулака-Артемовського під керівництвом Миколи Євпака (Черкаси);
- Cherkasy Jazz Quintet Сергія Крашеніннікова (Черкаси);
- джазовий хор Міжнародної джазової академії (Київ);
- Tecora Rogers Quartet (США);
- тріо Гранкін-Леонтьєв-Франгенберг (Німеччина);
- квартет Віктора Лівшиця (Росія).

## XXI (2009)
Фестиваль проходив в приміщенні Черкаського академічного обласного музично-драматичного театру імені Тараса Шевченка протягом двох днів — 16 та 17 квітня. На фестивалі взяли участь джазові колективи з 3 країн — України, Німеччини та Норвегії.
Учасники:
- біг-бенд Черкаського музичного училища імені Семена Гулака-Артемовського під керівництвом Миколи Євпака (Черкаси);
- Cherkasy Jazz Quintet Сергія Крашеніннікова (Черкаси);
- Sunrise Quintet (Черкаси);
- Тетяна Поліщук (Черкаси);
- тріо імпровізаторів Яремчук-Горюнович-Жилін (Львів, Кременчук, Дніпропетровськ);
- Володимир Соляник (Київ);
- BE Style Band (Севастополь);
- тріо Жана-П'єра Фроелі (Німеччина, Україна);
- тріо Гаварда Віїка (Норвегія).

## XX (2008)
Фестиваль проходив в приміщенні Черкаської обласної філармонії протягом двох днів — 16 та 17 березня, і був присвячений 20-річчю черкаського джаз-клубу. На фестивалі взяли участь джазові колективи з 4 країн — України, США, Німеччини та Росії.
Учасники:
- біг-бенд Черкаського музичного училища імені Семена Гулака-Артемовського під керівництвом Миколи Євпака (Черкаси);
- проект «Night Groove» Наталі Лебедєвої (Київ);
- квінтет Олени Леонової за участі Андрія Арнаутова (Київ);
- Людмила та Михайло Кримові (Дніпропетровськ);
- Cherkasy Jazz Quintet Сергія Крашеніннікова за участі Юрія Гранкіна (Україна, Німеччина);
- Юрій Гранкін та Валерій Леонтьєв (Німеччина);
- Тетяна Балакірська та Алім Настаєв (Росія);
- квартет Джо Форда (США).

## XIX (2007)
Фестиваль проходив в приміщенні Черкаської обласної філармонії протягом двох днів — 12 та 13 лютого. На фестивалі взяли участь джазові колективи з 3 країн — України, США та Росії.
Учасники:
- біг-бенд Черкаського музичного училища імені Семена Гулака-Артемовського під керівництвом Миколи Євпака (Черкаси);
- Cherkasy Jazz Quintet Сергія Крашеніннікова за участі Черкаського камерного оркестру (Черкаси);
- біг-бенд Харківської академії культури (Харків);
- комбо Харківської академії культури (Харків);
- «Z Band» Ігора Закуса (Київ);
- Сергій Горюнович (Кременчук);
- квартет «Just Jazz» Станіслава Великого (Росія);
- квартет Марка Соскіна та Аркадія Овруцького (США, Росія).

## XVIII (2006)
Фестиваль проходив в приміщенні Черкаського академічного обласного українського музично-драматичного театру імені Тараса Шевченка протягом двох днів — 27 та 28 січня. На фестивалі взяли участь джазові колективи з 4 країн — України, США, Ізраїлю та Росії.
Учасники:
- біг-бенд Черкаського музичного училища імені Семена Гулака-Артемовського під керівництвом Миколи Євпака за участі ансамблю E.G.Brothers (Черкаси);
- Cherkasy Jazz Quintet Сергія Крашеніннікова (Черкаси);
- ансамбль «Арамсі» (Суми);
- квінтет Андрія Арнаутова (Україна, США, Ізраїль);
- джаз-ансамбль «55» (Росія);
- квартет Олексія Кузнєцова (Росія).

## XVII (2004)
Фестиваль проходив в приміщенні Черкаського академічного обласного українського музично-драматичного театру імені Тараса Шевченка протягом двох днів — 23 та 24 листопада. На фестивалі взяли участь джазові колективи з 2 країн — України та Росії.
Учасники:
- біг-бенд Черкаського музичного училища імені Семена Гулака-Артемовського під керівництвом Миколи Євпака (Черкаси);
- Crush Quartet (Черкаси);
- Лариса Руденко та «Тендер-блюз» (Львів);
- Рустам Барі (Сімферополь);
- квартет «New A» (Росія).